# 下益城郡
下益城郡（日语：／ Shimomashiki gun */?）是位於日本熊本縣的一個郡。
現轄有以下1町：
- 美里町

過去的轄區還包含現在的宇城市部分地區與熊本市部分地區。

## 沿革
- 1889年4月1日：實施町村制，下益城郡下轄：中山村、年禰村、東砥用村、西砥用村、隈庄町、杉上村、豐田村、松橋町、當尾村、豐福村、豐川村、小川町、河江村、小野部田村、海東村、豐野村、守富村、杉合村。（3町15村）
- 1924年4月1日：西砥用村改制並改名為砥用町。（4町14村）
- 1954年12月1日：當尾村、豐福村、豐川村被併入松橋町。（4町11村）
- 1955年1月1日：中山村和年禰村合併為中央村。[1]（4町10村）
- 1955年3月1日：杉上村、隈庄町、豐田村合併為城南町。（4町8村）
- 1955年4月1日：（4町5村）
  - 砥用町和東砥用村合併為新設置的砥用町。
  - 河江村和小野部田村合併為益南村。
  - 守富村、杉合村合併為富合村。
- 1958年3月31日：小川町、益南村、海東村合併為新設置的小川町。（4町3村）
- 1971年8月1日：富合村改制為富合町。（5町2村）
- 1975年1月1日：中央村改制為中央町。（6町1村）
- 2000年7月1日：豐野村改制為豐野町。（7町）
- 2004年11月1日：中央町和砥用町合併為美里町。（6町）
- 2005年1月15日：小川町、豐野町、松橋町與宇土郡三角町、不知火町合併為宇城市。[2]（3町）
- 2008年10月6日：富合町被併入熊本市。（2町）
- 2010年3月23日：城南町被併入熊本市。（1町）

### 變遷表
| 1889年以前 | 1889年4月1日 | 1889年－1944年                  | 1945年－1954年                  | 1955年－1988年       | 1955年－1988年            | 1988年－現在              | 1988年－現在               | 現在                       |
| ---------- | ------------ | ------------------------------- | ------------------------------- | -------------------- | ------------------------- | ------------------------- | -------------------------- | -------------------------- |
|            | 松橋町       | 松橋町                          | 1954年12月1日 松橋町            | 1954年12月1日 松橋町 | 1954年12月1日 松橋町      | 1954年12月1日 松橋町      | 2005年1月15日 合併為宇城市 | 2005年1月15日 合併為宇城市 |
|            | 當尾村       |                                 | 1954年12月1日 松橋町            | 1954年12月1日 松橋町 | 1954年12月1日 松橋町      | 1954年12月1日 松橋町      | 2005年1月15日 合併為宇城市 | 2005年1月15日 合併為宇城市 |
|            | 豐福村       |                                 | 1954年12月1日 松橋町            | 1954年12月1日 松橋町 | 1954年12月1日 松橋町      | 1954年12月1日 松橋町      | 2005年1月15日 合併為宇城市 | 2005年1月15日 合併為宇城市 |
|            | 豐川村       |                                 | 1954年12月1日 松橋町            | 1954年12月1日 松橋町 | 1954年12月1日 松橋町      | 1954年12月1日 松橋町      | 2005年1月15日 合併為宇城市 | 2005年1月15日 合併為宇城市 |
|            | 小川町       | 小川町                          | 小川町                          | 小川町               | 1958年3月31日 小川町      | 1958年3月31日 小川町      | 2005年1月15日 合併為宇城市 | 2005年1月15日 合併為宇城市 |
|            | 海東村       |                                 |                                 |                      | 1958年3月31日 小川町      | 1958年3月31日 小川町      | 2005年1月15日 合併為宇城市 | 2005年1月15日 合併為宇城市 |
|            | 河江村       | 河江村                          | 河江村                          | 1955年4月1日 益南村  | 1958年3月31日 小川町      | 1958年3月31日 小川町      | 2005年1月15日 合併為宇城市 | 2005年1月15日 合併為宇城市 |
|            | 小野部田村   |                                 |                                 | 1955年4月1日 益南村  | 1958年3月31日 小川町      | 1958年3月31日 小川町      | 2005年1月15日 合併為宇城市 | 2005年1月15日 合併為宇城市 |
|            | 豐野村       | 豐野村                          | 豐野村                          | 豐野村               | 豐野村                    | 2000年7月1日 改制為豐野町 | 2005年1月15日 合併為宇城市 | 2005年1月15日 合併為宇城市 |
|            | 守富村       | 守富村                          | 守富村                          | 1955年4月1日 富合村  | 1961年8月1日 改制為富合町 | 1961年8月1日 改制為富合町 | 2008年10月6日 併入熊本市   | 2008年10月6日 併入熊本市   |
|            | 杉合村       |                                 |                                 | 1955年4月1日 富合村  | 1961年8月1日 改制為富合町 | 1961年8月1日 改制為富合町 | 2008年10月6日 併入熊本市   | 2008年10月6日 併入熊本市   |
|            | 隈庄町       | 隈庄町                          | 隈庄町                          | 1955年3月1日 城南町  | 1955年3月1日 城南町       | 1955年3月1日 城南町       | 2010年3月23日 併入熊本市   | 2010年3月23日 併入熊本市   |
|            | 杉上村       |                                 |                                 | 1955年3月1日 城南町  | 1955年3月1日 城南町       | 1955年3月1日 城南町       | 2010年3月23日 併入熊本市   | 2010年3月23日 併入熊本市   |
|            | 豐田村       |                                 |                                 | 1955年3月1日 城南町  | 1955年3月1日 城南町       | 1955年3月1日 城南町       | 2010年3月23日 併入熊本市   | 2010年3月23日 併入熊本市   |
|            | 西砥用村     | 1924年4月1日 改制並改名為砥用町 | 1924年4月1日 改制並改名為砥用町 | 1955年4月1日 砥用町  | 1955年4月1日 砥用町       | 1955年4月1日 砥用町       | 2004年11月1日 美里町       | 2004年11月1日 美里町       |
|            | 東砥用村     |                                 |                                 | 1955年4月1日 砥用町  | 1955年4月1日 砥用町       | 1955年4月1日 砥用町       | 2004年11月1日 美里町       | 2004年11月1日 美里町       |
|            | 中山村       | 中山村                          | 中山村                          | 1955年1月1日 中央村  | 1975年9月1日 改制為中央町 | 1975年9月1日 改制為中央町 | 2004年11月1日 美里町       | 2004年11月1日 美里町       |
|            | 年禰村       |                                 |                                 | 1955年1月1日 中央村  | 1975年9月1日 改制為中央町 | 1975年9月1日 改制為中央町 | 2004年11月1日 美里町       | 2004年11月1日 美里町       |